# Călcâi
Călcâi – wieś w Rumunii, w okręgu Bacău, w gminie Oituz. W 2011 roku liczyła 452 mieszkańców.